# Керонпорт
Керонпорт (англ. Caronport) — село в канадській провінції Саскачеван, за 21 кілометр на захід від Мус-Джо. Назва відбиває той факт, що в часи Другої світової війни поблизу села була навчальна база для пілотів Співдружності націй, англ. Caron Airport.

## Освіта
Керонпортська середня школа — це середня школа в рамках християнської віри. Тут пропонуються невеликі розміри класів і можливості для участі в легкій атлетиці та мистецтві. Має кав'ярню, гімназію й каплицю.

## Населення

### Чисельність
| 2001 | 2006 | 2011 | 2016 |
| ---- | ---- | ---- | ---- |
| 1040 | 919  | 1068 | 994  |